# خوسيه فرنسيسكو تشافيس
خوسيه فرنسيسكو تشافيس (بالإنجليزية: José Francisco Chaves)‏ هو سياسي أمريكي، ولد في 27 يونيو 1833، وتوفي في 26 نوفمبر 1904. حزبياً، نشط في الحزب الجمهوري.